# Старое Севастопольское шоссе
44°29′37″ с. ш. 34°07′24″ в. д.
Автодоро́га Я́лта — Севасто́поль (также: Ве́рхнее Южнобере́жное шоссе́) — путь сообщения на территории Крымского полуострова. В России имеет статус автомобильной дороги регионального значения и обозначения 35К-022 (в Республике Крым) и 67К-6 (в Севастополе), на Украине — статус национальной дороги и обозначение Т 2703.

## Описание
Пролегает по территории города Федерального значения Севастополь и Городского округа Ялта Республики Крым (согласно административно-территориальному делению Украины — Севастопольского и Ялтинского горсоветов Автономной Республики Крым)
Протяжённость действующих (сохранившихся) современных участков: в Севастополе — 13,2 км, по Большой Ялте — 32,2 км. Изначально протяжённость пути составляла 82 версты (около 88 километров): от Севастополя до села Гончарное старая дорога практически совпадала с современным шоссе 67К-1 Ялта — Севастополь; по достижении Алупки дорога идёт по населённым пунктам, в которых учитывается, как улица «Старое Севастопольское шоссе», что объясняет разницу между современной (45,4 км) и первоначальной (88 км) протяжённостью маршрута.
Наиболее подробное описание пути имеется на 1935 год (такое состояние фактически сохранялось до пуска трассы Ялта — Севастополь в 1972 году). Дорога на Ялту начиналась по Лабораторной балке на Сапун-гору, далее практически совпадало с современным шоссе Севастополь — Ялта до Перовского перевала (в Байдарскую долину), проходит через село Байдары. Через 5 км дорога поднимается на перевал Байдарские ворота, спускалась к Форосской церкви, далее, через ещё существовавший небольшой (длиной 20 саженей — более 40 м) туннель шла вдоль обрывов Главной гряды, мимо подъёма на перевал Шайтан-Мердвен, а за ним, постепенно отдаляясь от скал, на 57-м километре выходила к Кикинеизу. На 64 км отходила дорога на Симеиз, на 69-м достигала Алупки и далее, с 73-го км шла по сплошным населённым пунктам. В начале XXI века два участка шоссе, особенно в месте Кучук-койского оползня, сильно к тому времени повреждённые, были капитально реконструированы.

## История
До постройки шоссе проезд на Южный берег из Байдарской долины был возможен только верхом по вьючным тропам. Дорога до Байдарских ворот была построена к путешествию Екатерины II в 1787 году и, по описанию Петра Палласа в труде «Наблюдения, сделанные во время путешествия по южным наместничествам Русского государства в 1793—1794 годах», дорога, проведенная с большим трудом и уже разрушающаяся.
На начало 1830-х годов дорога из Севастополя в Байдары, по которой, по свидетельству Шарля Монтандона, напрямую можно добраться на любом виде экипажа, также существовала. В это же время уже имелась некая колёсная дорога от Ялты до Мшатки — совпадала она с будущим шоссе, или нет, неизвестно.

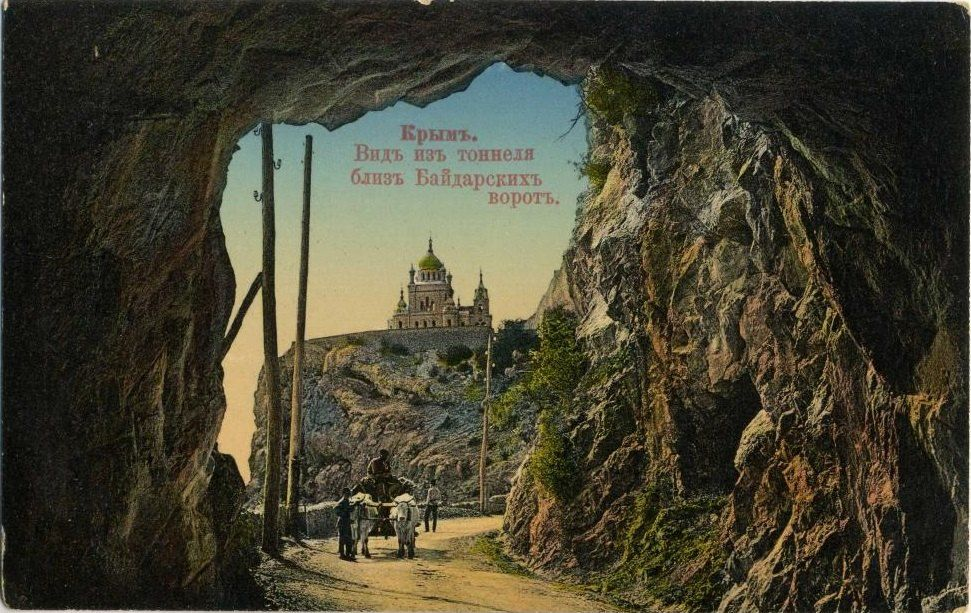
Вид на Форосскую церковь через тоннель.
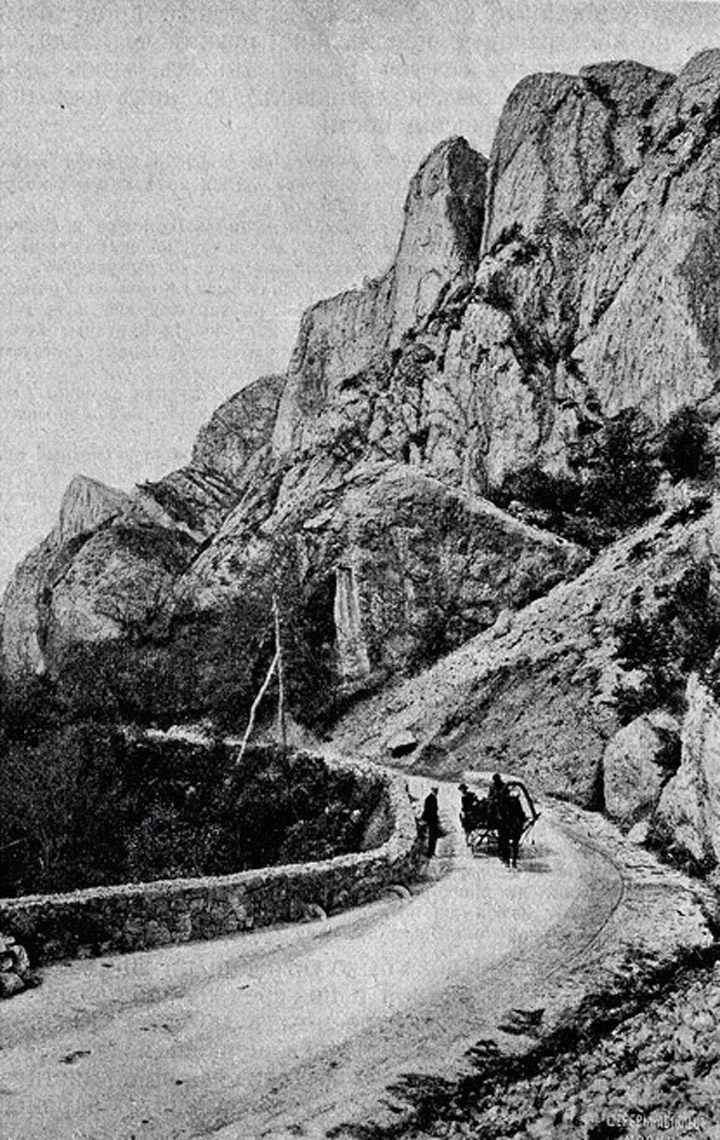
Трасса дороги в 1902
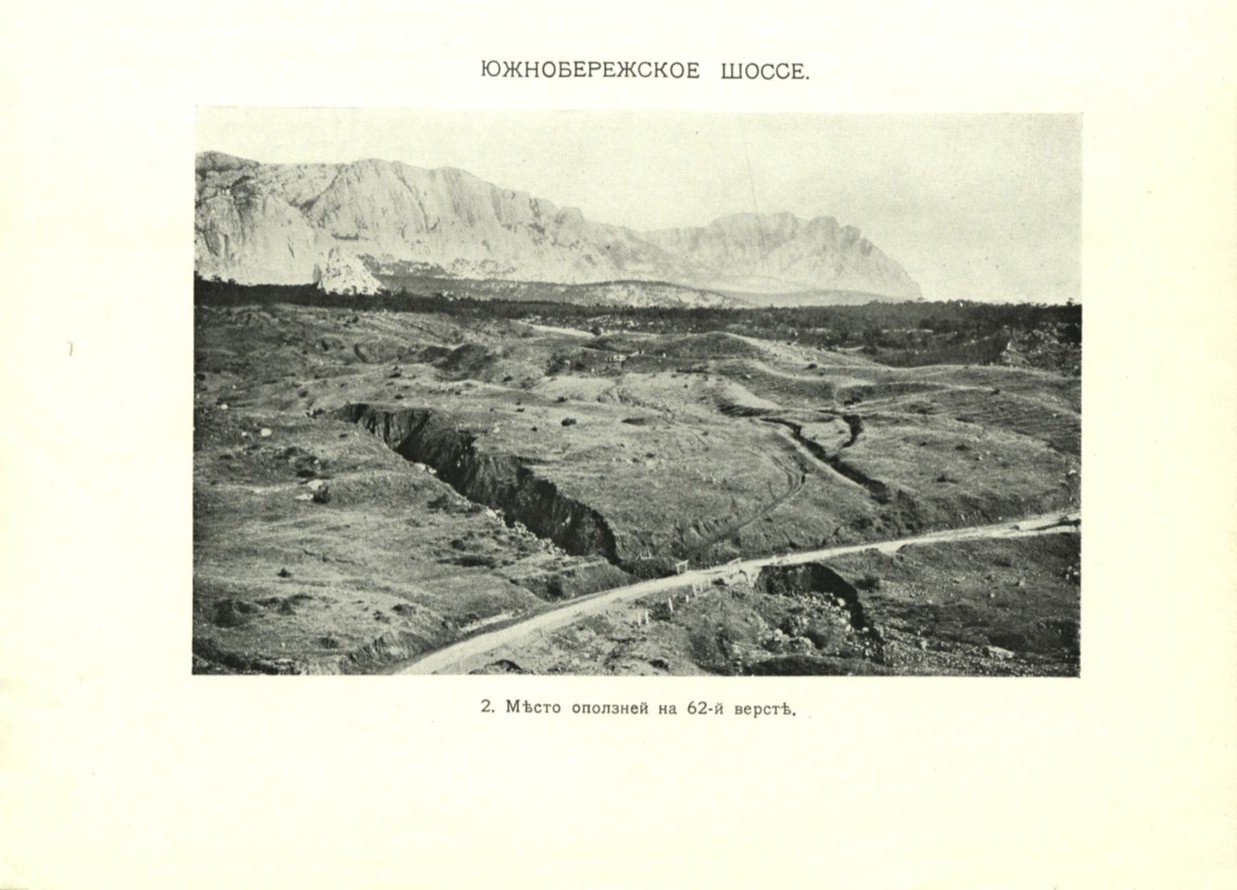
Последствия оползня
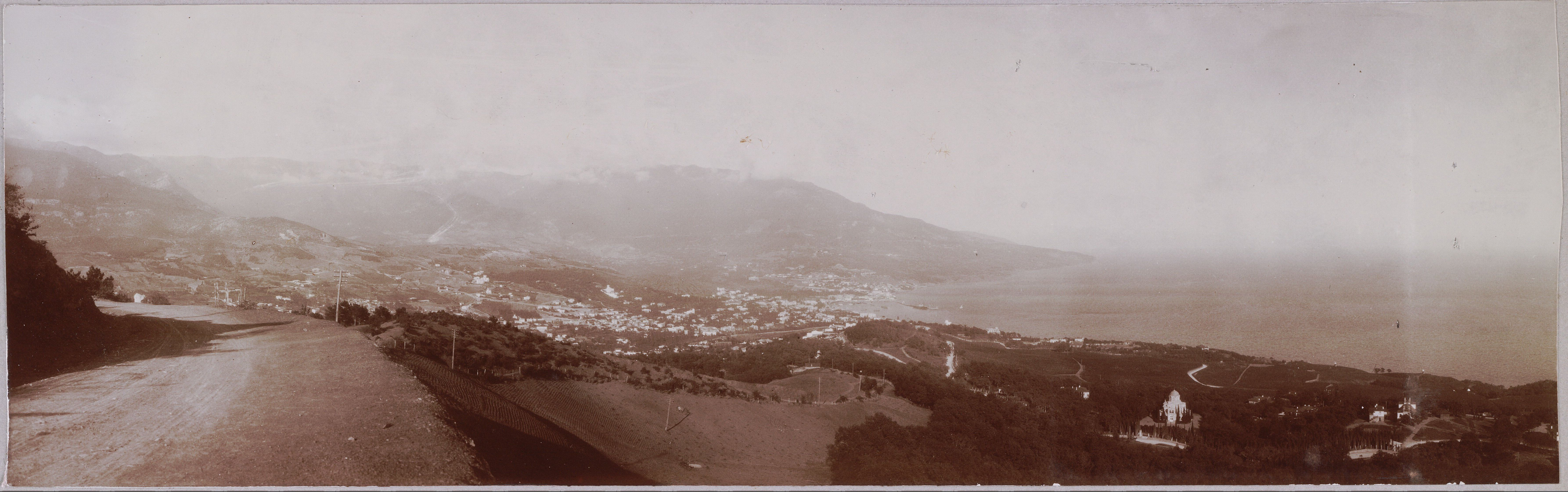
Ялтинский участок дороги в 1909
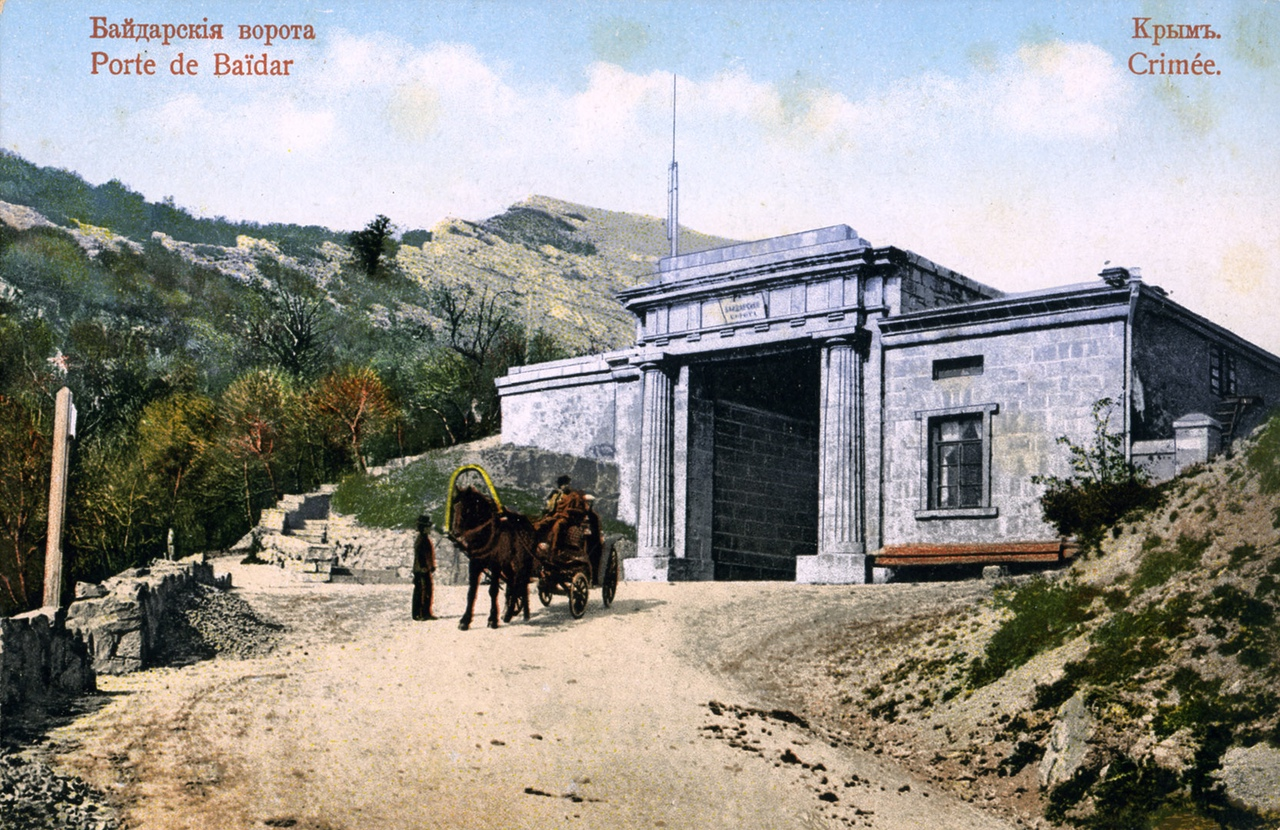
Крым. Байдарские ворота. Почтовая открытка 1900-х годов
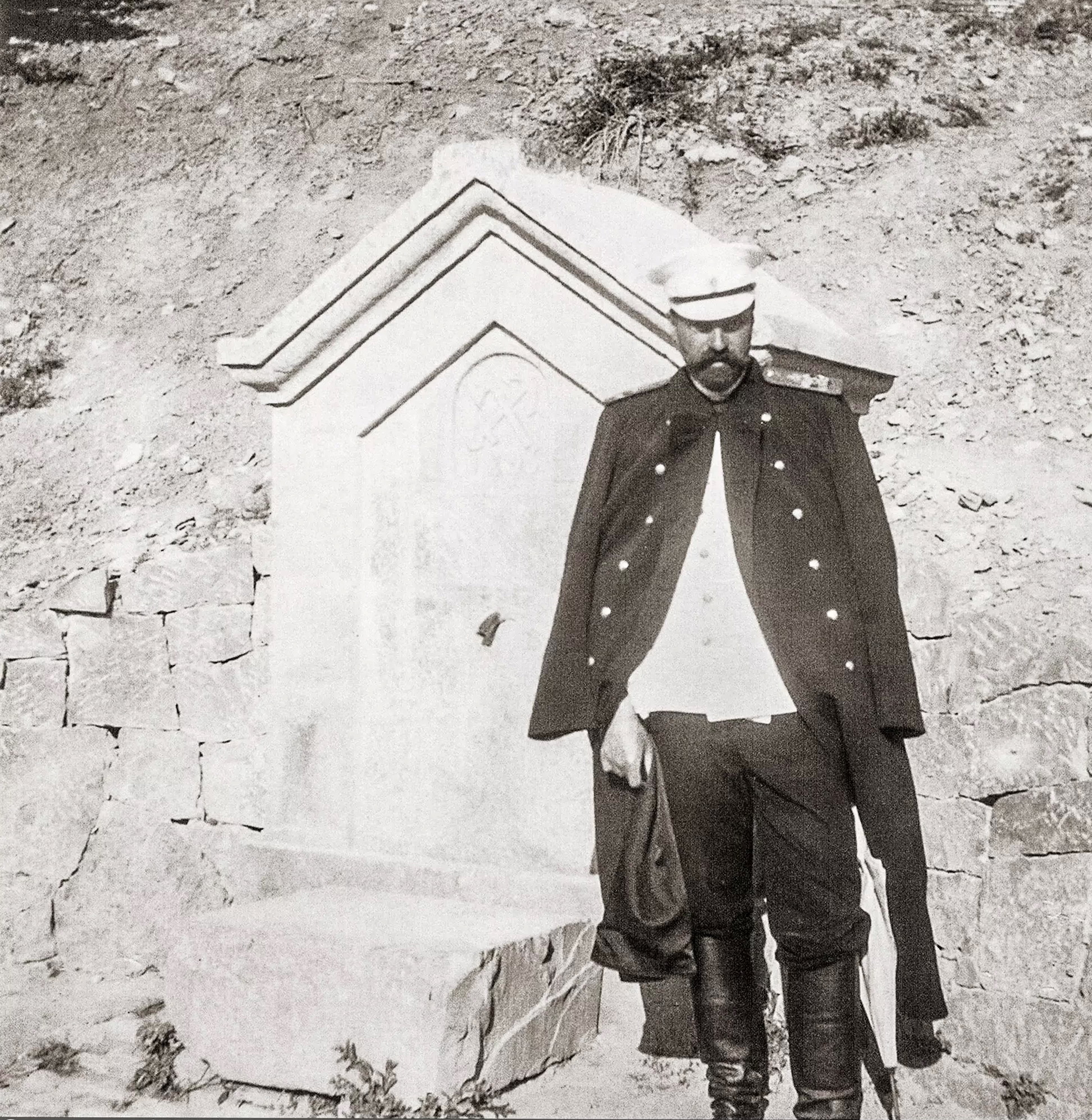
Сандро (великий князь Александр Михайлович) у фонтана Деспита-верхняя у Байдарских ворот, 27 апреля 1903
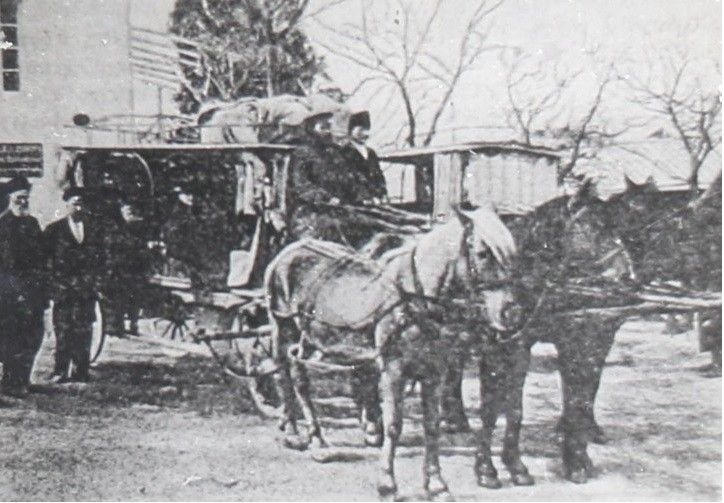
Мальпостное сообщение

Дорога строилась с 1837 по 1848 год по инициативе генерал-губернатора Новороссийского края графа Михаила Семеновича Воронцова, первоначально (и как минимум до 1920-х годов) была частью единого «Южнобережного шоссе» от Севастополя до Алушты, при этом Шарль Монтандон в своём «Путеводителе путешественника по Крыму, украшенный картами, планами, видами и виньетами…» 1833 года неоднократно упоминал ведущееся строительство новой дороги от Ялты с будущими почтовыми станциями.
Дорогу строили военнослужащие Корпуса инженеров под руководством военного инженера полковника Славича. Шоссе прокладывалось, в большинстве случаев, по уже имевшимся просёлочным древним дорогам между населёнными пунктами, максимально вписываемых в рельеф, строилось без искусственного основания прямо на грунт.
Изначально дорога шла из центра Севастополя на Балаклаву, а затем Соединительным шоссе выходила на основную трассу. После введения в строй Курско-Лозово-Севастопольской железной дороги был проложен другой путь от станции Севастополь минующий Балаклаву.
На 12-й версте от Ялты находилась Мисхорская почтовая станция с красивым фонтаном напротив. Помимо Мисхора почтовые станции имелись в Кекенеизе (через 15 вёрст), Байдарах (22 версты) и Балаклаве (также 22 версты). Довольно подробно и красочно, с рассказами об ответвлениях во все села и усадьбы, описал дорогу Д. Соколов в книге «Прогулка по Крыму с целью ознакомить с ним» 1869 года. На 1871 год станция из Байдар уже переносилась на Байдарские ворота (16,5 вёрст от Кекенеиза), а Балаклавская — на вновь создаваемую станцию на новой строящейся линии дороги в обход Сапун-горы.
На 1889 год сообщение совершалось мальпостом (3 раза в день, по 5 и 6 рублей) и наёмными экипажами — (не менее 25 руб.), с ночёвкой в Байдарах или на Байдарских воротах.
1902 год поездка по дороге (82 версты) от Севастополя до Ялты предлагалась маршрутным транспортом — почтовый тарантас (7 руб. 32 коп.), фаэтон парой (15 руб.), тройкой (20 руб.), ландо четверкой (28 руб), либо в извозчичьем фаэтоне примерно за ту же цену. Поездки были однодневные, или с ночёвкой в небольшой гостинице на Байдарских воротах. Также действовало ежедневное мальпостное сообщение в открытых омнибусах летом и закрытых каретах зимой (4 руб. 50 коп. — 5 рублей). Почтовые лошади и экипажи отпускались во всякое время дня и ночи. В 1911 году автомобильные перевозки осуществляло 2 общества: бюро почтовых автомобилей — 5-ти местные легковые авто по 60 рублей и общество «Экспресс» — автобусы по 8 и 10 рублей. Также упомянут не существующий ныне туннель на дороге длиной 20 саженей на 3-й версте от Форосской церкви.

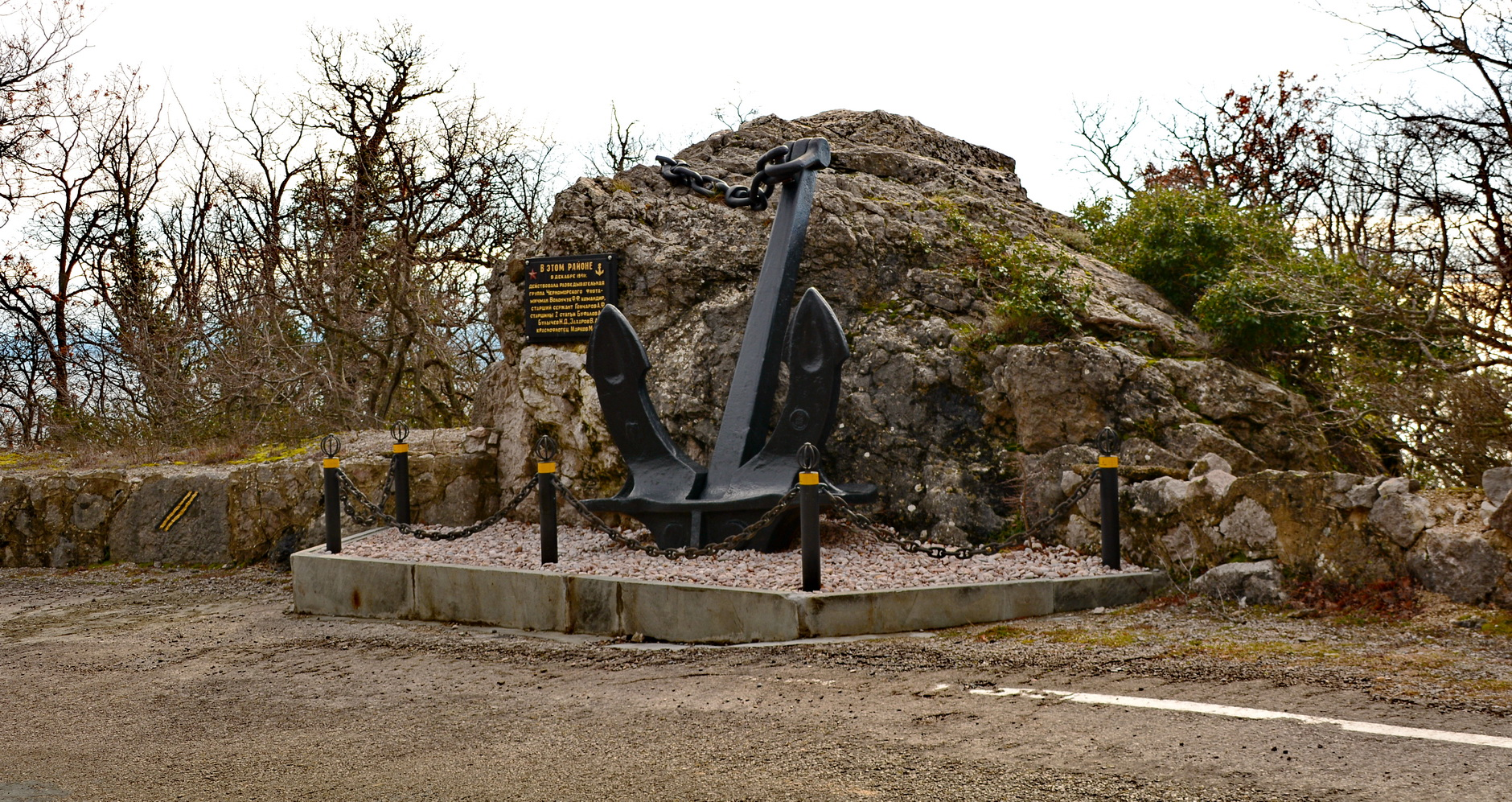
Памятный знак в честь разведчиков Черноморского флота на обочине Южнобережном шоссе

На 1916 год автомобильное сообщение по шоссе обеспечивали компании «Курьер», «Люкс» и «Общество почтовых автомобилей» (осуществляющее почтовые перевозки и ежедневное регулярное сообщение, за что субсидировалось государством), владевших более 50 машинами. Ширина дороги на тот год составляла 3 сажени (около 6 м), из них 2 сажени щебёночного покрытия. Дорога была крайне неудобна для автомобильного движения (недостаточная ширина, особенно в населённых пунктах, чрезмерная крутизна некоторых участков, очень малый радиус поворотов), поскольку изначально строилась для гужевого транспорта и уже не соответствовала требованиям начала XX века.
Владимир Маяковский, проехав по шоссе в 1924 году, в том же году написал большое стихотворение Севастополь — Ялта.
В 1925 году шоссе было засыпано оползнем у деревни Кучук-Кой (оползень известен, как Кучук-Койский). На 1935 год в летний период из Севастополя в Ялту и обратно совершалось 19 авторейсов (стоимость составляла 15 рублей 25 коп.).
10 декабря 1941 года были высажены с моря со шхуны и произвели во вражеском тылу ряд диверсий на шоссе в районе Мухалатки разведчики мичмана Ф. Ф. Волончука. Всего за двенадцать ночей было уничтожено одиннадцать автомашин.